# Jimmy Fallon

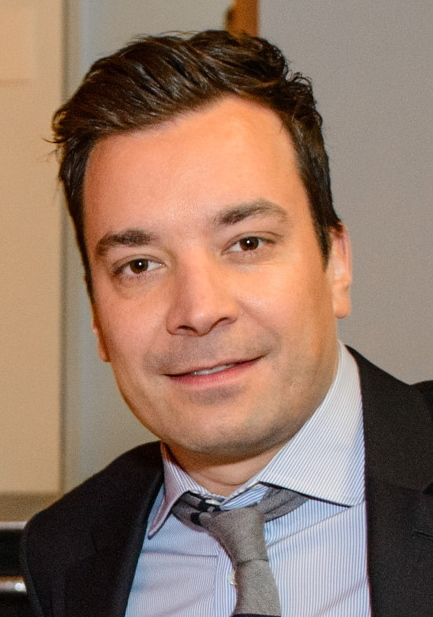
Jimmy Fallon (2013)

James Thomas „Jimmy“ Fallon (* 19. September 1974 in New York City) ist ein US-amerikanischer Komiker, Moderator und Schauspieler. Er gehörte bis 2004 zum Ensemble der Fernsehshow Saturday Night Live. Seit Februar 2014 ist er Gastgeber der Tonight Show bei NBC.

## Privatleben
Er wurde 1974 in Bay Ridge (Brooklyn) als Sohn von James Fallon Sr. und Gloria Feeley geboren. Nach Abschluss der Highschool in Saugerties (Ulster County) besuchte er das College.
Er ist seit Dezember 2007 mit der Film- und Fernsehproduzentin Nancy Juvonen verheiratet. Im Juli 2013 wurde ihr erstes Kind geboren, im Dezember 2014 das zweite.
Fallon ist teilweise irischer Abstammung. Seine Großmutter väterlicherseits kam aus Osterholz-Scharmbeck in Niedersachsen, sein Großvater mütterlicherseits war ein Immigrant aus Fredrikstad in Norwegen.

## Karriere

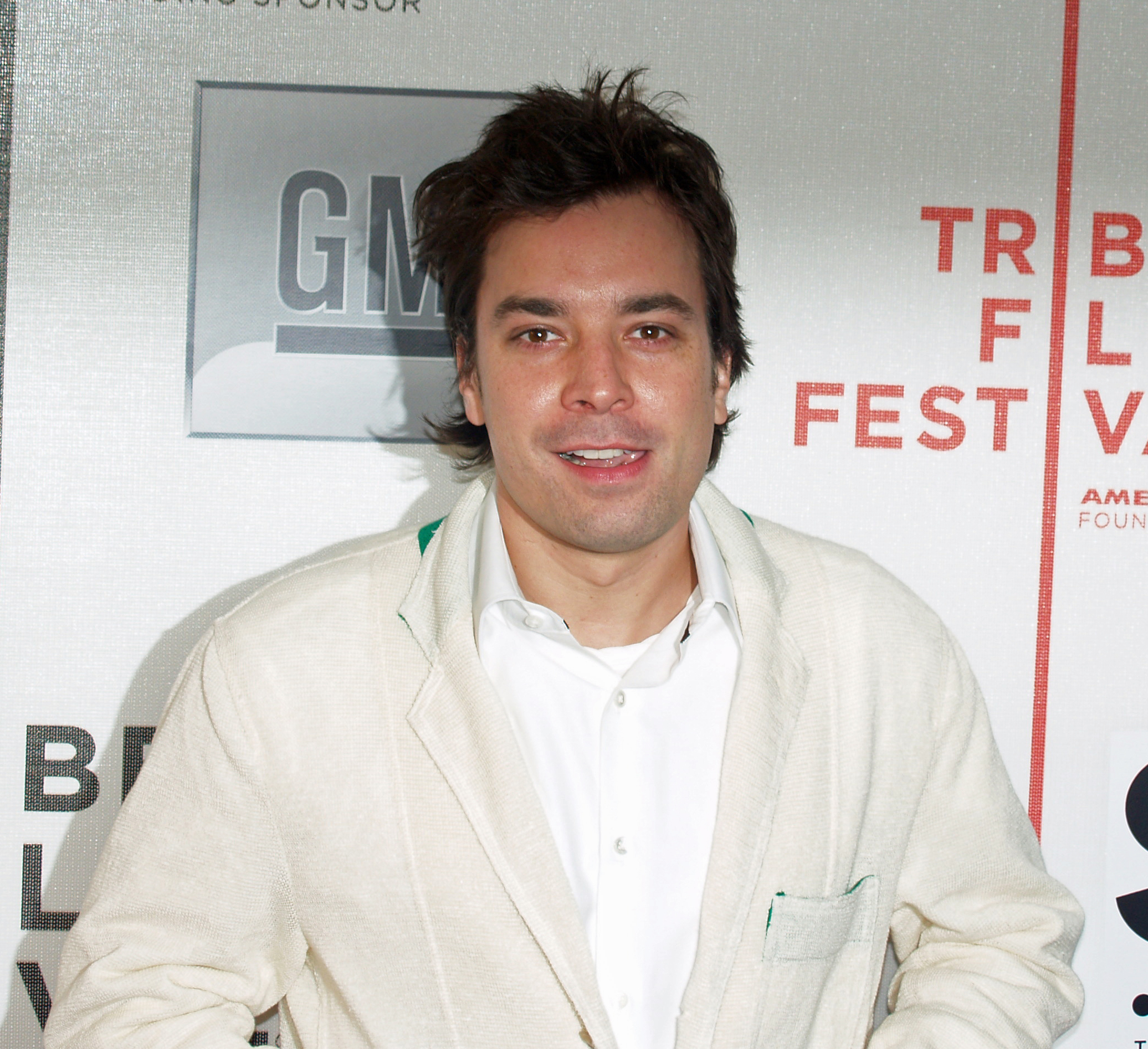
Jimmy Fallon (2007)

Nach seinem College-Abschluss wurde Fallon Stand-up-Komiker und trat in Clubs wie dem Improv und Caroline’s Comedy Club auf. 1998 wurde er für die Fernsehshow Saturday Night Live entdeckt. Dort gehörte er bis 2004 zum Ensemble. Ab 2011 trat er in einigen SNL-Episoden als Gastgeber auf, was ihm 2012 und 2014 jeweils einen Emmy als Bester Gastdarsteller in einer Comedyserie einbrachte.
Schon während und besonders nach seiner Zeit bei SNL widmete er sich der Schauspielerei. 2000 war er in Almost Famous – Fast berühmt erstmals auf der Leinwand zu sehen. 2002 wurde er in der Sparte Bestes Comedyalbum für einen Grammy nominiert. 2001, 2002 und 2005 moderierte er die MTV Video Music Awards. Von 2009 bis 2014 präsentierte er bei NBC die Late Night Show, die er von Conan O’Brien übernommen hatte; sein Nachfolger wurde 2014 Seth Meyers. Im Mai 2011 veröffentlichte er das Buch Thank You Notes, in dem er aus seiner Late-Night-Show bekannte kleine Notizen niederschrieb. In ihnen bedankt er sich mit Ironie und Sarkasmus bei verschiedenen Personen und Gegenständen und nimmt dabei aktuelle oder alltägliche Geschehnisse aufs Korn.
Im Februar 2014 trat Fallon als Nachfolger von Jay Leno als Moderator der Tonight Show auf und stieß in den amerikanischen Medien auf positive Resonanz. Von 2016 bis 2017 strahlte der ARD-Digitalsender One The Tonight Show Starring Jimmy Fallon montags bis freitags ab 23 Uhr im US-amerikanischen Original mit deutschen Untertiteln aus.
Im September 2016 war Donald Trump Gast der Tonight Show. Fallons Umgang mit dem republikanischen Präsidentschaftskandidaten wurde vielfach kritisiert, besonders in den sozialen Netzwerken wurde moniert, der Moderator habe Trumps fragwürdige Ansichten unerwähnt gelassen. Vielmehr habe er ihm die Möglichkeit gegeben, seinen bisherigen Eindruck zu korrigieren und sich freundlich und sympathisch zu präsentieren. Fallon entschuldigte sich wiederholt dafür, Trump eine Bühne geboten zu haben.
Während Fallon mit seinem überwiegend unpolitischen, um Harmlosigkeit bemühten Humor bis zum Herbst 2016 deutlich mehr Zuschauer an sich binden konnte als sein Hauptkonkurrent Stephen Colbert, änderte sich dies nach der Wahl von Trump: Nun traf der erfahrene Satiriker Colbert, der die neue Regierung in seiner Sendung scharf kritisierte, eher den Geschmack des Publikums und überholte Fallons Show, deren Zuschauerzahlen seit 2017 deutlich sanken. Im Januar 2022 kritisierte die LA Times, dass Fallon in seiner Show während eines Interviews mit Paris Hilton einige seiner eigenen NFTs erwähnte und damit mutmaßlich ihren Wert steigerte.
2023 erklärten einige Mitarbeiter, dass Fallon hinter den Kulissen der Tonight Show oft „toxisches Verhalten“ an den Tag lege. Nach Veröffentlichung dieser Aussagen entschuldigte sich Fallon bei seinen Mitarbeitern.

## Filmografie (Auswahl)
- 1998: The Scheme
- 2000: Almost Famous – Fast berühmt (Almost Famous)
- 2001: Band of Brothers – Wir waren wie Brüder (Band of Brothers, Miniserie, 1 Folge)
- 2003: Anything Else
- 2004: New York Taxi
- 2005: Ein Mann für eine Saison (Fever Pitch)
- 2006: Factory Girl
- 2006: Arthur und die Minimoys (Arthur and the Invisibles, Stimme)
- 2008: Das Jahr, in dem wir uns kennen lernten (The Year of Getting to Know Us)
- 2009: Roller Girl
- 2009: Arthur und die Minimoys 2 – Die Rückkehr des bösen M (Arthur and the Revenge of Maltazard, Stimme)
- 2010: Gossip Girl (Fernsehserie, 1 Folge)
- 2010: Arthur und die Minimoys 3 – Die große Entscheidung (Arthur 3: The War of the Two Worlds, Stimme)
- 2012: iCarly (Fernsehserie, 2 Folgen)
- 2015: Der Knastcoach (Get Hard)
- 2015: Jurassic World
- 2019: The Boys (Fernsehserie, 1 Folge)
- 2021: Only Murders in the Building (Fernsehserie, 1 Folge)
- 2022: Marry Me – Verheiratet auf den ersten Blick (Marry Me)
- 2022: Spirited